# Novator (obrněné vozidlo)
Novator (ukrajinsky Новатор) je lehké obrněné vozidlo zkonstruované ukrajinskou zbrojní společností Ukrajinska Bronetechnika (ukrajinsky Українська бронетехніка). Je určené pro hlídkování v horském terénu, kontrole nepokojů, provádění speciálních operací k potlačování hromadné nezákonnosti, vyhledávání a zadržování zločinců představujících veřejné nebezpečí, převoz raněných a osob vzatých do vazby.

## Technický popis
Konstrukce vozidla je založena na podvozku automobilu Ford F550 a rozdělena na tři hlavní části s motorem vpředu, prostorem pro posádku a vojáky uprostřed a nákladovým prostorem vzadu. Vejde se do něj až pět vojáků, přičemž dvě místa jsou vpředu a tři vzadu. Varta Novator má délku 5,80 m, šířku 2,405 m a výšku 2,164 m. Jeho celková hmotnost je 9 000 kg a nosnost až 1 000 kg. Vozidlo je vybaveno turbodieselovým motorem o objemu 6,7 l a výkonu 300 k. Lehké obrněné vozidlo má maximální rychlost na silnici 140 km/h. Má schopnost překonávat dlouhé vzdálenosti, což je ideální pro pohraniční hlídkování. Maximální dojezd činí 700 km. Novator je schopen provádět rychlé manévry za ztížených podmínek díky ideálnímu rozložení zatížení na nápravy. 
Vozidlo je chráněno pancéřováním odolným proti palným zbraním, včetně náboje 7,62 x 54 mm R vystřeleného z odstřelovací pušky Dragunov ze vzdálenosti 10 metrů, a střepinám granátů.

## Uživatelé
- Ukrajina
  - Ozbrojené síly Ukrajiny – 40[4]
  - Národní garda Ukrajiny[5]

- Rusko
  - Národní garda Ruské federace – malý počet ukořistěných čečenskými ozbrojenci Ramzana Kadyrova[6]

## Galerie

Novator
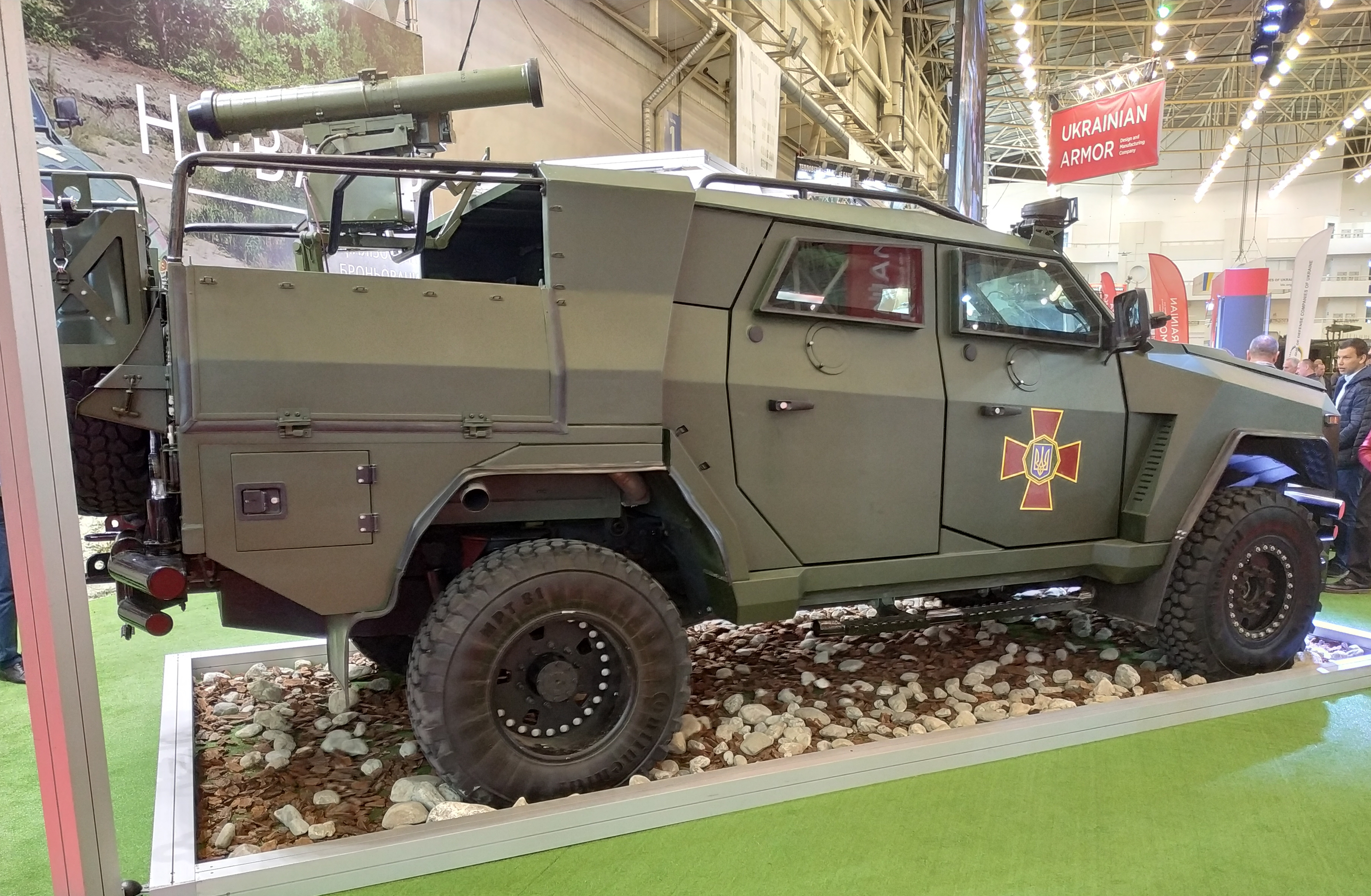
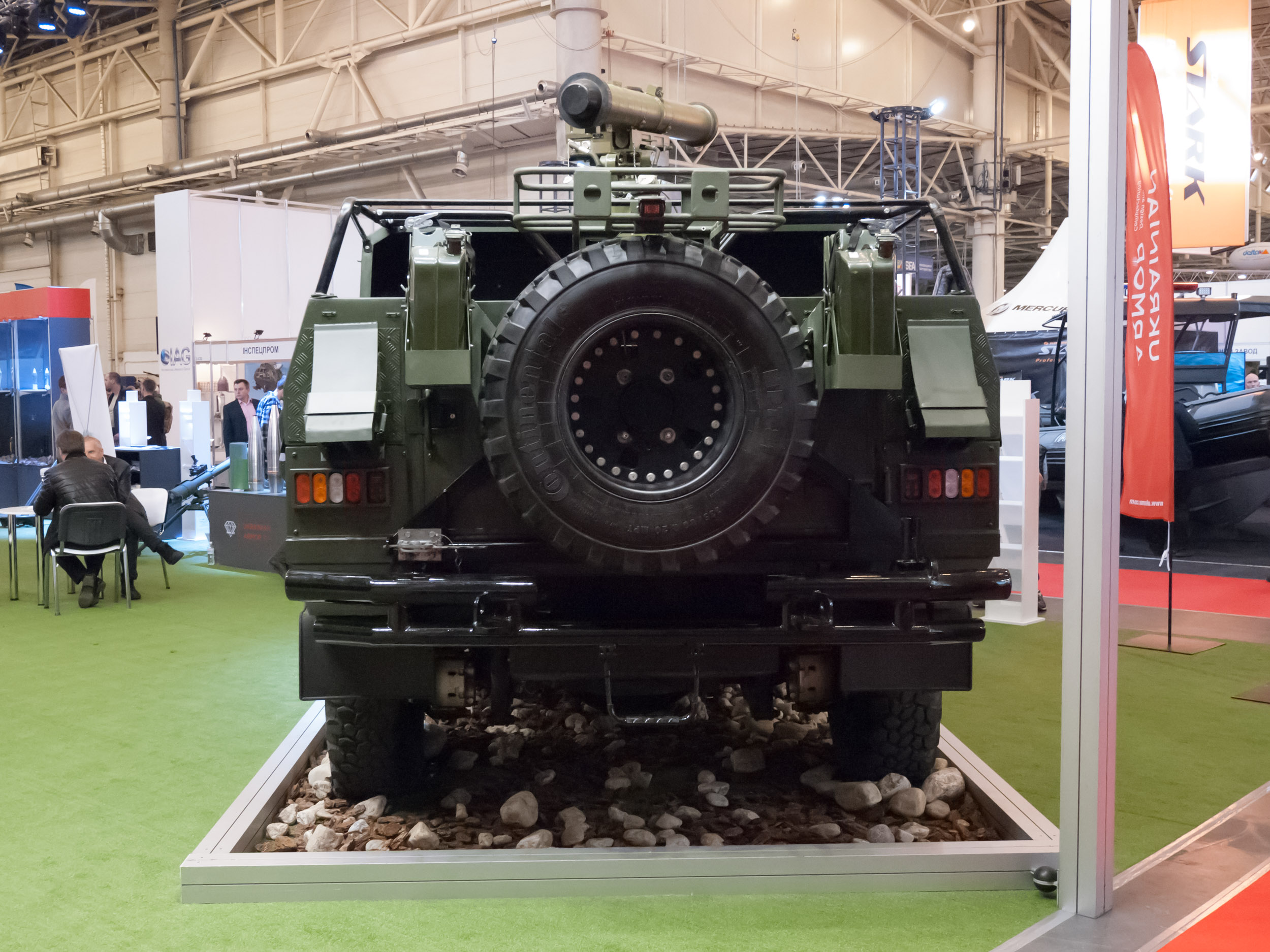